# Хайнрих II фон Регенщайн
Хайнрих II (IV) фон Регенщайн (на немски: Heinrich II (IV) von Regenstein; † 24 юли 1284 или 15 март 1285) е граф на Регенщайн в Харц.

## Произход
Той е син на граф Зигфрид I фон Регенщайн († 12 март 1245) и съпругата му принцеса София фон Анхалт († 1272/1274), вдовица на херцог Ото I фон Андекс от Мерания († 1234), дъщеря на княз Хайнрих I фон Анхалт († 1251/1252) и ландграфиня Ирмгард фон Тюрингия († ок. 1244). Внук е на граф Хайнрих I фон Бланкенбург-Регенщайн († сл. 1245). Майка му се омъжва трети път сл. 28 май 1245 г. за Ото III фон Хадмерслебен „Млади“ († пр. 1280).
Хайнрих е брат на Ода I фон Регенщайн († 1283), омъжена за граф Конрад II фон Вернигероде († 1298). Той е полубрат на Гардун фон Хадмерслебен († 1335), женен пр. 1300 г. за Лутгардис/Лукард фон Регенщайн († 1321), дъщеря на чичо му граф Албрехт I фон Регенщайн († 1284/1286) и София фон Липе  († 1290).

## Фамилия
Първи брак: с графиня фон Волденберг-Вьолтингероде († ок. 1274), дъщеря на граф Херман I фон Волденберг-Харцбург († 1243/1244) и София фон Еверщайн († сл. 1272). Те имат децата:
- Хайнрих III (IV) фон Регенщайн (* ок. 1255; † 20 септември 1311/1312), граф на Регенщайн, женен пр. 21 август 1293 г. за графиня Елизабет фон Хоя († 1320)
- Зигфрид фон Регенщайн († 3 декември 1319), домхер в Халберщат (1280), епископ на Замланд (1296 – 1318)
- Улрих фон Регенщайн († сл. 1289), в свещен орден
- София фон Регенщайн († сл. 1329), омъжена за граф Симон фон Дасел († 1325/1326), син на граф Лудолф фон Дасел-Нинофер († 1299/1300) и Ерменгард фон Ритберг († сл. 1303)

Втори брак: сл. 1274 г. за Бия фон Верберг († сл. 1289), дъщеря на Херман фон Верберг († сл. 1256) и Лукард фон Дорщат († сл. 12 юни 1274). Те имат децата:
- Херман фон Регенщайн († сл. 27 август 1298), домхер в Халберщат (1289 – 1298)
- Бия фон Регенщайн († сл. 1289), омъжена за Буркхард I фон Майнерзен († 24 юли 1318)
- дъщеря фон Регенщайн († сл. 1287), в свещен орден във Видерщет
- ? Йохан фон Регенщайн († сл. 1318)
- ? Луитгард фон Регенщайн († 15 март сл. 1285)